# Стилидиеви
Стилидиеви (Stylidiaceae) e семейство двусемеделни покритосеменни растения в разред Астроцветни. Състои се от пет рода с над 240 вида, повечето от които са ендемични за Австралия и Нова Зеландия. Членовете на семейство Стилидиеви обикновено са подобни на трева билки или малки храсти и могат да бъдат многогодишни или едногодишни. Повечето видове са свободно стоящи или самоподдържащи се, въпреки че някои могат да са пълзящи.
През 1981 г. в семейството са известни само около 155 вида. Настоящият брой на видовете по родове (отчетени през 2002 г.) е както следва: Forstera – 5 вида, Levenhookia – 10 вида, Oreostylidium – 1 вид, Phyllachne – 4 вида и Stylidium – 221 вида. Тези числа, особено за Stylidium, се променят бързо с описването на нови видове.

## Таксономия
APG II поставя Стилидиеви и Donatiaceae в Астроцветни. Системата на Кронкист поставя и двете семейства в разред Campanulales. Системите на Takhtajan и Reveal поставят и двете семейства в разред Stylidiales. Системата на Dahlgren използва същия ред Stylidiales, но пропуска Donatiaceae. Системата на Торн премества Stylidiaceae в разред Каменоломкоцветни.
Потвърдени са следните шест рода в семейство Стилидиеви:
- Donatia J.R.Forst. & G.Forst.
- Forstera L. ex G.Forst.
- Levenhookia R.Br.
- Oreostylidium Berggr.
- Phyllachne J.R.Forst. & G.Forst.
- Stylidium Sw. ex Willd.